# Klackasjön, Halland
Klackasjön är en sjö i Halmstads kommun i Halland och ingår i Nissans huvudavrinningsområde.